# Havhingsten fra Glendalough
Хавхінгстен фра Глендалоу (дан. Havhingsten fra Glendalough, «Морський жеребець із Гендалоу») або просто Хавхінгстен (дан. Havhingsten, «Морський жеребець») — сучасна реконструкція корабля вікінгів Скулелев-2, одного з Скулелевських кораблів і другого за величиною серед археологічно відомих зразків довгих кораблів вікінгів.

## Оригінальне судно

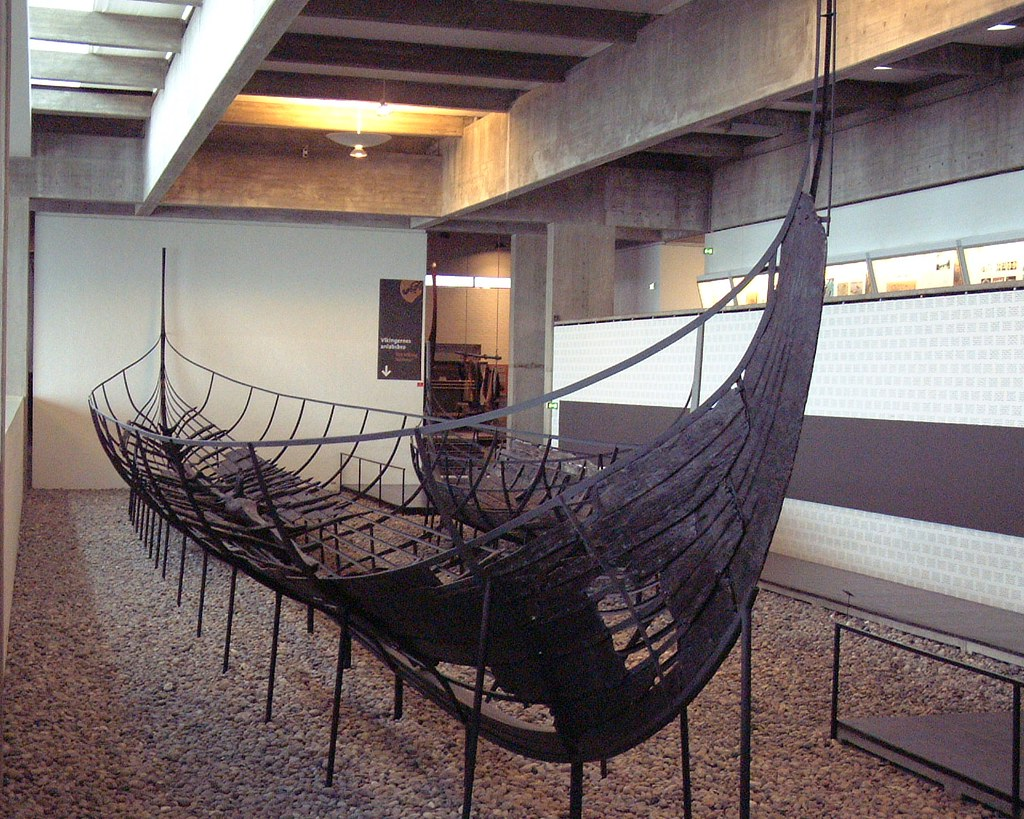
Скулелев-2 в експозиції Музея кораблів вікінгів в Роскіллє

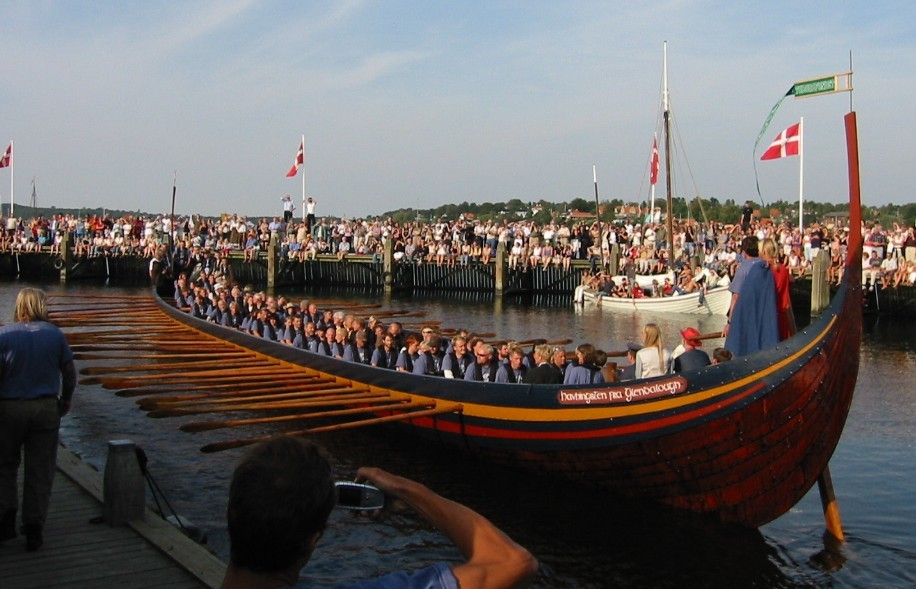
«Морський жеребець» під час свого першого плавання з данською королевою (в червоному капелюсі) на борту

Оригінальне судно, довгий корабель вікінгів типу скейд, який після його відкриття отримав назву «Скулелев-2», був збудований в околицях Дубліна в XI столітті з використанням дубів з Глендалоу в графстві Віклов, Ірландія, звідки й походить назва корабля-репліки.
Скулелев-2 мав завдовжки приблизно 30 метрів, завширшки 3,8 м і осадку лише 1 м з максимальним екіпажем 70-80 осіб. Дендрохронологічні дослідження показали, що корабель був побудований в районі Дубліна приблизно в 1042 році. Форма корабля та його велике вітрило, приблизно 112 м², дозволяли розвивати велику швидкість, до 15 вузлів (28 км/год) на веслах і ще більшу під вітрилом.
Це один із найдовших будь-коли знайдених кораблів вікінгів, але з усіх Скулелевських кораблів він зберігся найменше, залишилося лише 25 % від оригіналу.

## Реконструкція
Репліка корабля Скулелев-2 під назвою «Морський жеребець із Гендалоу» була побудована в Данії на верфі Музею кораблів вікінгів у Роскілле і використовується для досліджень експериментальної археології.
Будівництво репліки, яким керував Музей кораблів вікінгів у Роскіллє тривало із серпня 2000 року по вересень 2004 року і включав майже 40 000 годин людської праці та коштувало 1,34 мільйона євро.
Для будівництва «Морського жеребеця» було використано:
- 4 дубових стволи для кіля, і двох штевнів;
- 14 дубових стволів для дошок обшивки;
- 2 дубових стволи для кільсона та маст-фіша (масивний засіб для утримання щогли вертикально)
- 250 штук вигнутого дуба для рам
- 3 ясени для верхньої смуги обшивки з портами для весл
- 2 сосни для щогли та реі
- 35 сосен на весла
- 10 верб для виготовлення 1 тис. дерев'яних цвяхів
- 10 дерев липи, ялини та сосни для щитів
- 8 тис. залізних заклепок
- 600 літрів гудрону
- 112 м² вітрильного полотна з льону
- 2000 метрів конопляної мотузки

Довгий корабель вікінгів є бойовою машиною, створеною для перевезення на великій швидкості значної кількості воїнів. Його дизайн досить міцний та надійний, щоб надійно втримати вітрило площею 112 м², але також достатньо легкий, щоб приводитись в рух екіпажем із 60 веслувальників — компроміс між міцністю та легкістю.

## Дослідницьке плавання до Дубліна в 2007 році

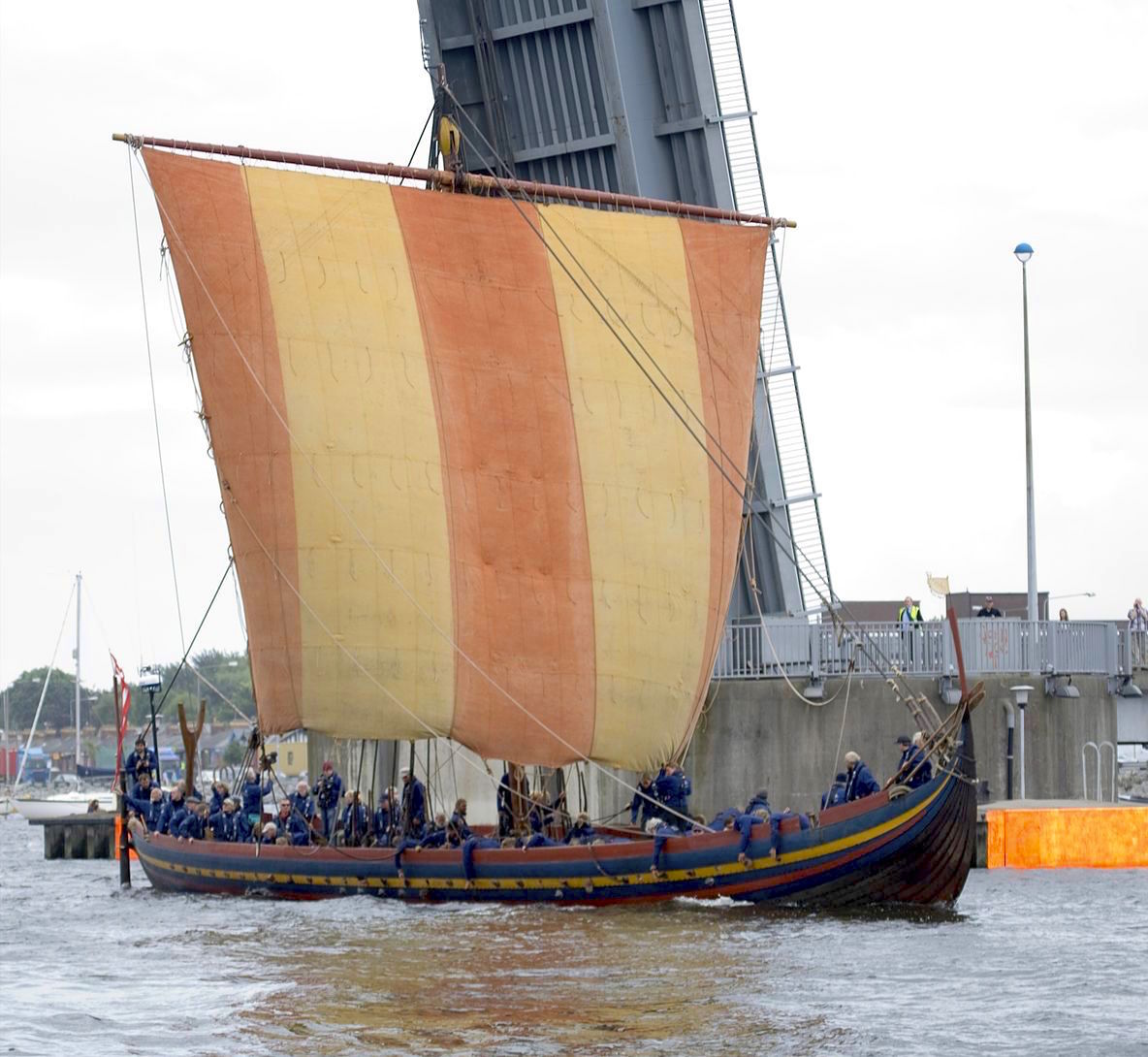
Морський жеребець у Дубліні

Плавання від данського Роскільда до ірландського Дубліна у 2007—2008 роках стала кульмінацією багаторічної роботи та найамбітнішим проєктом з експериментальної археології, який коли-небудь реалізовував музей.
Перехід в Ірлвндію відбувся влітку 2007 року. Корабель вийшов з гавані Роскілле 1 липня і прибув до Дубліна 14 серпня.
До літа 2007 року корабель був виставлений для огляду в казармах Коллінза, в залі Національного музею Ірландії. Потім його перемістили до доку Великого каналу, щоб підготувати до подорожі назад до Роскільде, яка розпочалась 29 червня 2008 року. Незабаром після цього Національний банк Данії випустив пам'ятну монету номіналом 20 крон на честь цієї події.

## Використання та експозиція
«Морський жеребець» зберігається у гавані Музея кораблів вікінгів в Роскіллє. Його легко впізнати за розмірами, а також за характерними синіми, червоними та жовтими смугами на корпусі.
Корабель використовувався під час виробництва історичного фантастичного телесеріалу «Останнє королівство».